# Planalto das Cesaredas
O planalto das Cesaredas ou planalto das Cezaredas situa-se no centro da região Oeste de Portugal, abrangendo quatro municípios: Bombarral, Lourinhã, Óbidos, e Peniche. Tem um comprimento de 12 km, de São Bartolomeu dos Galegos até ao monte do Picoto, e uma largura de 10 km desde a zona sul do Modelo até aos arredores do norte da serra d'El-Rei.

## Descrição
O planalto é um território onde o calcário é a única rocha ocorrente, aparecendo à superfície em afloramentos extensos, nomeadamente no monte do Picoto, que é um prolongamento natural do planalto. Formou-se há cerca de 140 milhões de anos e é um prolongamento do sistema serrano Aire/Montejunto, pertencente ao período que medeia entre o Cretácio e o Jurássico Médio, quando terminaram as violentas convulsões da crosta terrestre, então dominada por um clima quente e húmido, o mar começa a recuar nesta zona, provavelmente, quando se iniciou a formação das várias espécies fossilizadas, onde se destacam as amonites (fósseis de espécies marinha que terão desaparecido há cerca de 65 milhões de anos, na mesma altura que desapareceram os dinossauros). Nas rochas encontram-se espécies únicas de invertebrados fósseis, como aCyathophora cesaredensis, Stomechinus cesaredensis; De Loriol, Leptophyllia cesaredensis; Koby, 1905 e Terebratula cesaredensis
A flora da região caracteriza-se pela existência de grandes manchas com carrascos (Quercus coccifera), pinheiros-mansos e bravos, carvalhos, sobreiros e medronheiros. Não é uma zona favorecida para a agricultura, existindo muitos matos, pastoreados por cabras e ovelhas. Existem contudo, com algum significado, outras actividades agrícolas diversas. Vivem no planalto cerca de 7 000 pessoas, em 20 povoações, aproximadamente.
Ao longo do planalto das Cesaredas existem também vários algares e grutas, que guardaram um importante espólio arqueológico, onde se destaca a gruta Casa da Moura, cujos primeiros trabalhos de investigação, realizados por Nery Delgado em 1866 e 1867. É também um espaço que a história, a lenda e a tradição popular associam a acampamentos dos legiões de César, a caçadas reais e amores clandestinos entre D. Pedro I e D. Inês de Castro.
O planalto deve o seu nome ao facto de no seu centro geográfico, se encontrar uma pequena povoação chamada Casal das Cesaredas, clara reminiscência da colonização romana, da qual há vestígios datados do período entre  os séculos II a.C. e V d.C. Em 1808, durante as invasões napoleónicas ocorreu no planalto o combate da Roliça. 